# Hiltermannicythere
Hiltermannicythere is een geslacht van kreeftachtigen uit de klasse van de Ostracoda (mosselkreeftjes).

## Soorten
- Hiltermannicythere capsula (Uliczny, 1969) Mostafawi, 1981 †
- Hiltermannicythere compacta Jellinek, 1993
- Hiltermannicythere craticula Bonaduce, Ruggieri, Russo & Bismuth, 1992 †
- Hiltermannicythere ficarazziensis (Bassiouni, 1970) Ruggieri, 1980 †
- Hiltermannicythere hartmanni (Caraion, 1963) Ruggieri, 1974
- Hiltermannicythere retifastigata (Jones, 1857) Aranki, 1987 †
- Hiltermannicythere rubra (Mueller, 1894) Bonaduce, Ciampo & Masoli, 1976
- Hiltermannicythere rubrimaris (Hartmann, 1964) Bonaduce, Masoli & Pugliese, 1976
- Hiltermannicythere sphaerulolineata (Jones, 1857) Aranki, 1987 †
- Hiltermannicythere turbida (Mueller, 1894) Bassiouni, 1973
- Hiltermannicythere zibinica (Dieci & Russo, 1965) Ruggieri, 1972 †

Niet geaccepteerde soorten:
- Hiltermannicythere bassiounii, synoniem van Yassinicythere bassiounii
- Hiltermannicythere emaciata, synoniem van Celtia emaciata